# Carl Wintzer (General)

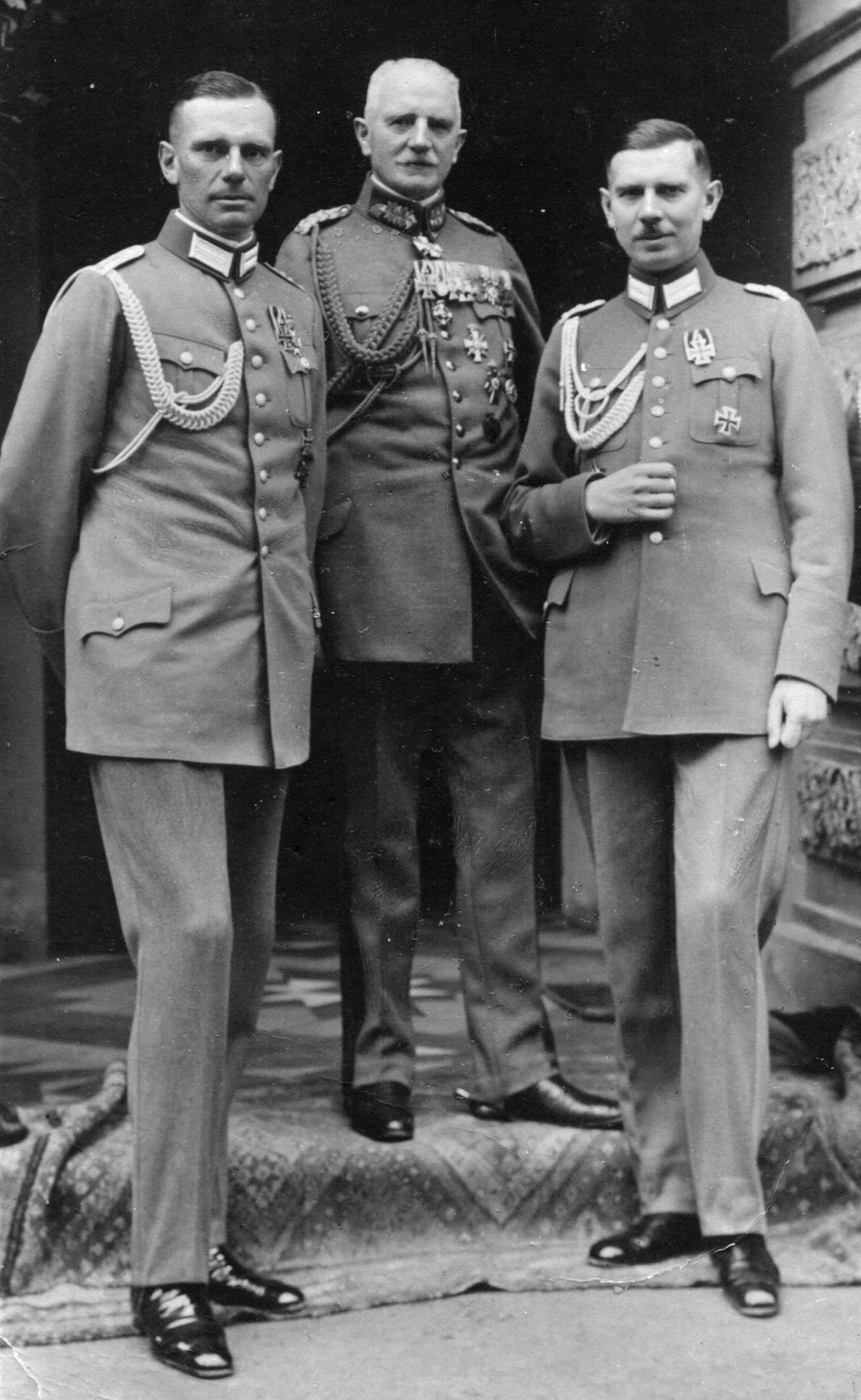
Carl Wintzer (Mitte) mit seinen Söhnen Karl Ulrich (links) und Heinrich (rechts)

Carl Friedrich Wilhelm Wintzer, auch Karl Winzer (* 29. Juli 1860 in Brooklyn, New York City; † 26. November 1943 in Detmold), war ein deutscher Soldat und preußischer Generalmajor im Ersten Weltkrieg.

## Leben

### Familie
Carl Winzer war ein Sohn des für einige Jahre in New York lebenden Kaufmanns Karl Wilhelm Winzer (1823–1898) und dessen Ehefrau Helene, geborene Stallforth (1835–1906). Seine Eltern kehrten 1867 aus den USA nach Ostwestfalen zurück. Durch Entscheidung des preußischen Justizministers vom 17. Juni 1929 erfolgte die Namensänderung von „Winzer“ auf „Wintzer“.
Carl Winzer heiratete 1890 in Kassel in erster Ehe Marie von Stillfried-Rattonitz (1870–1901) und hatte mit ihr folgende Nachkommen:
- Heinrich (1892–1947), Generalleutnant
- Karl Ulrich (1894–1940), Oberstleutnant, gefallen in Polen
- Stillfried (1900–1918), Fahnenjunker, gefallen in Frankreich

In zweiter Ehe heiratete er 1904 in Berlin Else Augustin (1877–1965), mit der er zwei weitere Kinder hatte:
- Bernd (1905–1945), deutscher Oberst der Luftwaffe, gefallen
- Gerda

### Militärkarriere
Winzer trat am 1. April 1880 in das Hessische Feldartillerie-Regiment Nr. 11 der Preußischen Armee in Kassel ein. Am 16. September 1881 wurde er Sekondeleutnant im Magdeburgischen Feldartillerie-Regiment Nr. 4. 1900 zum Hauptmann befördert wurde er Lehrer an der Kriegsschule Anklam und à la suite bei seinem bisherigen Regiment gestellt.
Am 27. Januar 1907 folgte die Beförderung zum Major und am 18. April 1913 die zum Oberstleutnant, nunmehr beim Lauenburgischen Feldartillerie-Regiment Nr. 45. Am 22. April 1914 wurde Winzer Kommandeur des 3. Garde-Feldartillerie-Regiments in Berlin, mit dem er nach Ausbruch des Ersten Weltkriegs an der Schlacht bei St. Quentin teilnahm. Im weiteren Kriegsverlauf wurde er Artilleriekommandeur der 1. Garde-Division und war zuletzt Kommandeur der 1. Garde-Feldartillerie-Brigade in Potsdam.
Wintzer wurde im Ersten Weltkrieg mehrmals verwundet. Mit dem Waffenstillstand von Compiègne nahm er seinen Abschied. 

### Auszeichnungen
- Roter Adlerorden IV. Klasse[1]
- Preußisches Dienstauszeichnungskreuz[1]
- Preußische Rettungsmedaille am Band[1]